# ハルイロ
「ハルイロ」は、universeのメジャー1枚目のシングル。

## 概要
- 「ロッテ×ソニーミュージック『歌のあるガム』プロジェクト CM・メジャーデビューコンテスト NEXT ファイナルライブ'09」で約5000組の中からグランプリに輝いたuniverseのメジャーデビューシングルであり、ロッテのガーナミルクチョコレートのCMソングにも起用された。

## 収録曲
1. ハルイロ
  - 作詞・作曲：KAZUYA／編曲：板垣祐介, universe

ロッテガーナミルクチョコレート「母の日編」テーマソング
2. ONLY ONE
  - 作詞・作曲：YUSUKE／編曲：板垣祐介, universe

## 演奏
- 板垣祐介：All Programming, Other Instruments